# Franz Högner
Franz Högner (* 12. Juni 1903 in Landshut; † 6. Oktober 1979 ebenda) war ein deutscher Maler und Illustrator. Er war der Bruder von Hugo Högner.
Högner studierte in München bei Heinrich von Zügel, Angelo Jank und Hugo von Habermann. 
Zu seinen wichtigsten Arbeiten zählen die Fenster der Martinskirche in Landshut und die Überarbeitung des niederbayerischen Staatswappens.
Nach ihm wurde der Franz-Högner-Weg auf der Mühleninsel in Landshut entlang der kleinen Isar benannt.

## Publikationen (Illustrationen)
- 1960: Das alte Niederbayern.
- 1960: Das schwarze weiße runde bunte Vorlesebuch. ISBN 978-3-7846-0120-5.
- 1963: Ich sehe was, was du nicht siehst. ISBN 978-3-7846-0068-0.
- 1966: Das Klecks Bilderbuch.
- 1974: Der Zundelheiner. ISBN 978-3-7846-0191-5.